# Pítipo
Pítipo es una localidad peruana, es capital del distrito de Pítipo, ubicado en la provincia de Ferreñafe, en el departamento de Lambayeque.

## Demografía
En el 2017 tiene una población de 1 188 habitantes.